# Era pontyjska
Era pontyjska (zwana też erą bosprańską) – system rachuby lat używany w starożytności w Królestwie Pontu, a także wraz z objęciem tronu bosporańskiego przez Mitrydatesa VI Eupatora (107 p.n.e.) w Królestwie Bosporańskim. 
Lata tej ery liczyło się od roku 297 p.n.e., roku przyjęcia tytułu królewskiego przez Mitrydatesa I Ktistesa – założyciela Królestwa Pontu.
W Królestwie Bosporańskim system ten był w użyciu do końca IV wieku naszej ery. 